# Spragueia leo
Spragueia leo là một loài bướm đêm thuộc họ Noctuidae. Nó được tìm thấy ở Ontario, Manitoba và tây nam Massachusetts, phía nam đến Florida, phía tây đến Texas và Kansas.
Sải cánh dài 12–18 mm. Con trưởng thành bay từ tháng 6 đến tháng 9.
Ấu trùng ăn các loài Convolvulus.